# Seven Sleepers
Seven Sleepers — мініальбом уельської групи Feeder, який вийшов 18 лютого 2009 року.

## Композиції
1. Seven Sleepers – 3:44
2. Snowblind – 3:22
3. Public Image – 3:05
4. Tracing Lines – 3:34
5. We Are the People – 3:55
6. Somewhere to Call Your Own – 2:32

## Учасники запису
- Грант Ніколас — гітара, вокал
- Така Хірозе — бас-гітара
- Карл Вразил — ударні